# Typhlocyba attenuata
Typhlocyba attenuata är en insektsart som beskrevs av Erhard Christian 1953. Typhlocyba attenuata ingår i släktet Typhlocyba och familjen dvärgstritar.
Artens utbredningsområde är Kansas. Inga underarter finns listade i Catalogue of Life.